# Marcion-Priorität
|  | Dieser Artikel wurde aufgrund von akuten inhaltlichen oder formalen Mängeln auf der Qualitätssicherungsseite des Portals Christentum eingetragen. Bitte hilf mit, die Mängel dieses Artikels zu beseitigen, und beteilige dich bitte an der Diskussion. |

Die Marcion-Priorität findet in der theologischen Diskussion seit dem 19. Jahrhundert zunehmend an Aufmerksamkeit.
Über ein nach den kanonischen Evangelientexten bzw. dem Lukas-Evangelium entstandenes „Marcion-Evangelium“ wird seit dem 19. Jahrhundert diskutiert. Markus Vinzent (2014) hob die Bedeutung des marcionitischen Evangeliums hervor.
Matthias Klinghardt (2015) postulierte die Umkehrung der Textbeziehungen, mit „Mcn“ als vorkanonischem und vor allem vorlukanischem, von Markion rezipiertem Text, auf den sich alle kanonischen Evangelien beziehen. Damit läge für die Überlieferungsgeschichte der synoptischen Evangelien erstmals eine zusätzliche Quelle vor, „Mcn“ aus dem 2. Jahrhundert würde zur Primärquelle aller nachfolgenden kanonischen Evangelien.

## Rekonstruiertes „Marcion-Evangelium“ und das synoptische Problem

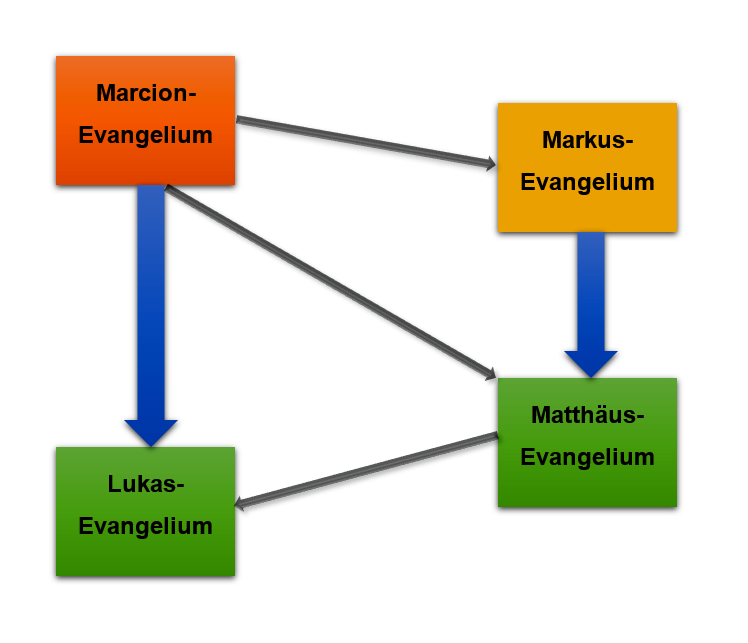
Modell der Relation Marcion-Evangelium zu den Synoptikern nach Matthias Klinghardt (2015); blaue Pfeile: starke Abhängigkeit, graue Pfeile: schwächere Abhängigkeit.

Sämtliche Informationen, die man über Marcion zusammentragen konnte, stammen ausschließlich aus Werken und Texten seiner Gegner. Die Hauptzeugen gegen die vermeintliche Häresie Marcions sind nach Klinghardt in der Reihenfolge ihrer Bedeutung Tertullian, Epiphanius und „Adamantius“. Ihre Aussagen stellten das tragfähigste Quellenmaterial dar, das, obwohl es keine vollständige Rekonstruktion des Evangeliums Marcions („Mcn“) zulasse, verlässliche Information zur Rekonstruktion liefere. Neben diesen drei Hauptquellen seien noch weitere patristische Quellen vorhanden, die allerdings nur einige wenige, nicht kontrollierbare und damit unsichere, nicht verwendbare Hinweise auf das „Mcn“ böten. Somit seien die Aussagen hinsichtlich des Verhältnisses von Quelle und Rekonstruktion nur so zu verstehen, dass Tertullian, Epiphanius und „Adamantius“ etc. erklärten bzw. andeuteten, dass diese oder jene Textstellen in entsprechender Weise in „Markions Evangelium“ standen.
Über die zeitliche und entstehungsgeschichtliche Beziehung eines rekonstruierten „Marcion-Evangeliums“ zu den übrigen vier Evangelien bzw. dem Evangelium nach Lukas gibt es schon seit dem 19. Jahrhundert intensive Diskussionen. Sowohl Dieter T. Roth als auch Matthias Klinghardt legten im Jahr 2015 jeweils eine Rekonstruktion des marcionitischen Evangeliums vor. Obwohl beide damit unterschiedliche Zielsetzungen verfolgten und von unterschiedlichen methodischen Voraussetzungen ausgingen sowie unterschiedliche Kriterien bei der Erstellung der Rekonstruktion anwendeten, erstand im Ergebnis ein Versuch der Rekonstruktion des „Evangeliums nach Markion“.
Klinghardts Ziel ging über die eigentliche Rekonstruktion hinaus; er versuchte durch die Rekonstruktion das synoptische Problem zu lösen sowie eine Antwort auf die Frage nach der Bearbeitungsrichtung zwischen dem Evangelium nach Lukas und dem rekonstruierten Marcion-Evangelium zu finden. Dazu bezog er Textkritik und Überlieferungsgeschichte aufeinander und entwickelte ein umfassendes überlieferungsgeschichtliches Modell. Die Rekonstruktion des marcionitischen Evangeliums („Mcn“) nahm hierbei eine Kontroll- und Beweisfunktion ein. Die Entscheidung zugunsten der „Marcion-Priorität“ war bei Klinghardt die Grundlage für alle weiteren Überlegungen.
Die These der „Marcion-Priorität“ hatte weitere Folgen. Denn wenn „Mcn“ die wichtigste Quelle des kanonischen Lukas war, stellte sich die Frage nach dem Verlauf der synoptischen Überlieferung völlig neu. Da „Mcn“ vor dem Lukas-Evangelium entstand, somit älter sei und von diesem als seine Hauptquelle genutzt und redaktionell bearbeitet worden war, läge für die Überlieferungsgeschichte der synoptischen Evangelien erstmals eine zusätzliche Quelle vor. Sie stünde dann im Unterschied zu der aufgrund eines methodischen Postulats im Horizont der Zweiquellentheorie nur hypothetisch zu erschließenden Logienquelle Q. Damit würde das Marcion-Evangelium aus dem 2. Jahrhundert zur Primärquelle aller nachfolgenden kanonischen Evangelien; die „Markuspriorität“ würde durch „Marcionpriorität“ abgelöst, die Annahme einer Logienquelle erübrige sich.
Die Marcionpriorität impliziert zugleich ein Modell der Spätdatierung der neutestamentlichen Evangelien ins 2. Jahrhundert – eine These, die auf David Trobisch zurückgeht, der 1996 in der in Heidelberg angenommenen Habilitationsschrift die Auffassung bzw. These einer frühen, einheitlichen Endredaktion des neutestamentlichen Kanons im 2. Jahrhundert vertrat.